# Spirama retorta
Spirama retorta là một loài bướm đêm trong họ Erebidae.

## Hình ảnh

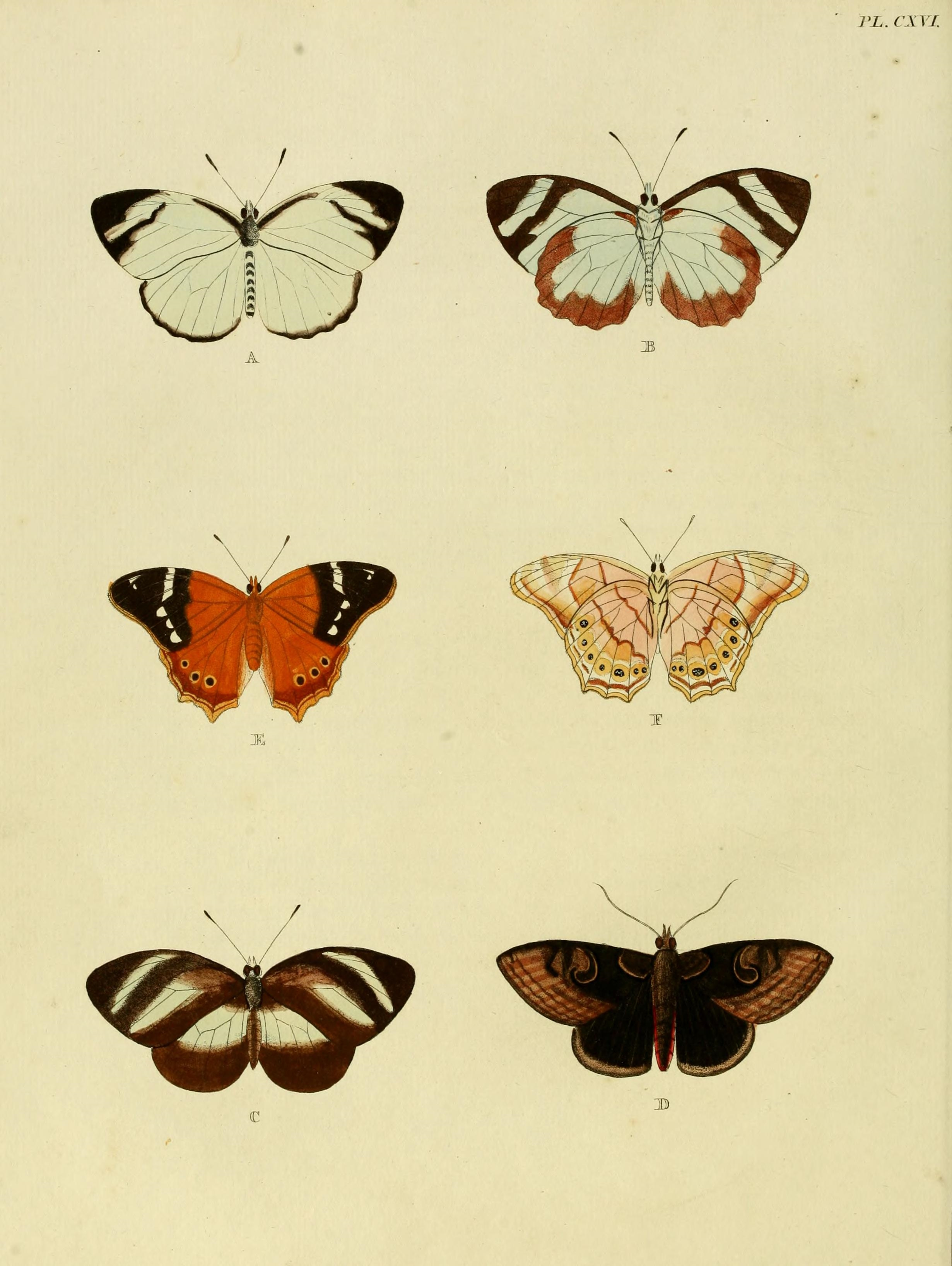
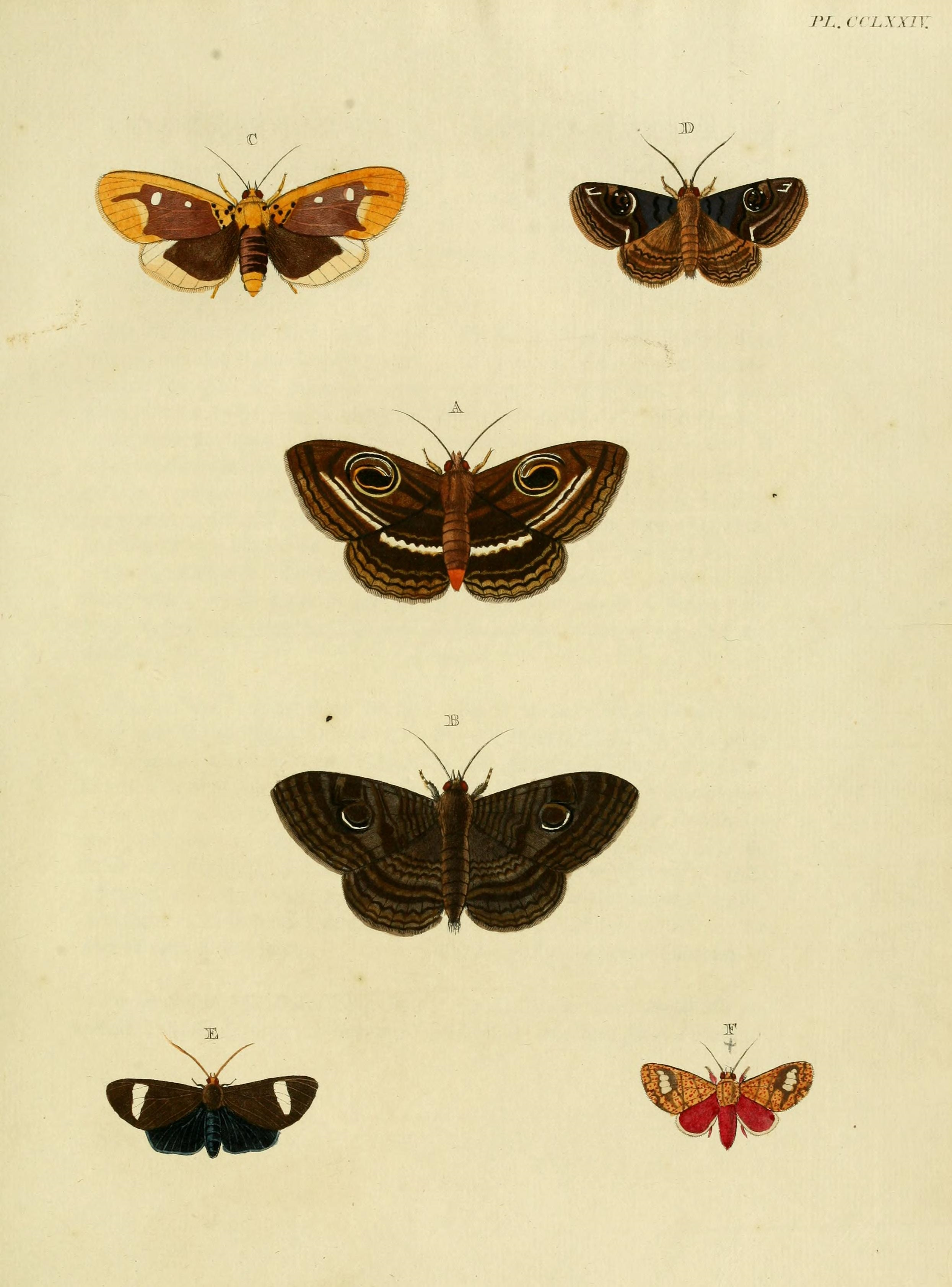
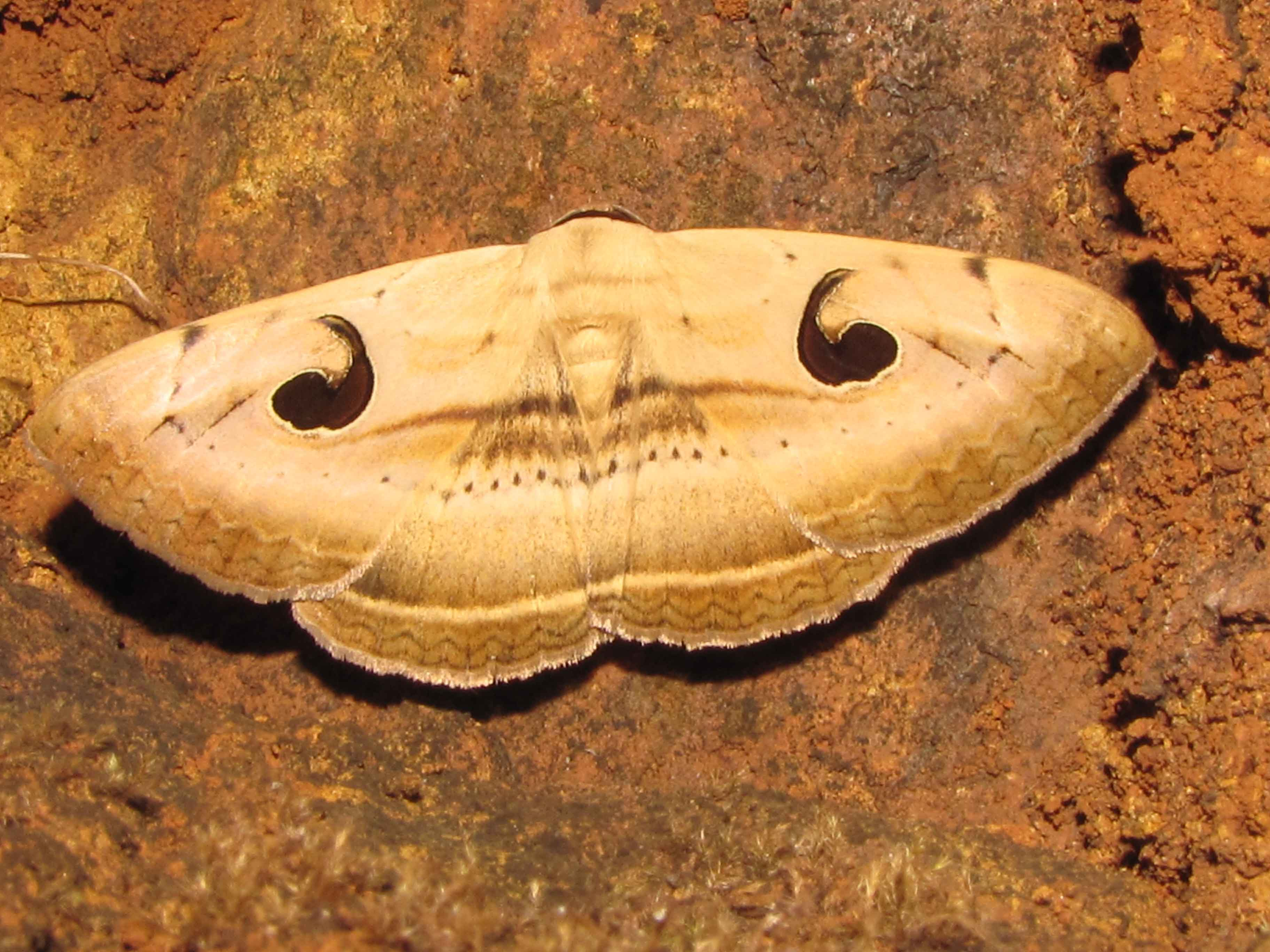